# Kutters gaststeekmier
Kutters gaststeekmier (Myrmica bibikoffi) is een mierensoort uit de onderfamilie van de Myrmicinae. De wetenschappelijke naam van de soort is voor het eerst geldig gepubliceerd in 1963 door Kutter.
De soort komt voor in Zwitserland, Frankrijk, Spanje, Duitsland en Nederland. De waarnemingen van buiten Zwitserland zijn alle gedaan na het jaar 2000, waardoor de waardering uit 1996 op de Rode Lijst van de IUCN als kwetsbaar wellicht niet meer actueel is.